# Riley 4
Los Riley 4/68 y 4/72 son coches producidos por BMC desde 1959 hasta 1969, bajo la marca Riley. Están estrechamente relacionados con los MG Magnette Mark III y Wolseley 15/60, diseñados por Pininfarina, y el más simple Austin A55 Cambridge Mark II y Morris Oxford V, compartiendo estilo trasero y el motor de la MG (con una leva leve). Este Riley es el coche más caro en esa serie.
La introducción de este modelo, con el mismo motor, no afectó la producción de las carrocerías berlina deportivas Riley 1.5 más pequeñas de 1½ litros que continuaron hasta 1965.
Otro coche relacionado fue el Siam Di Tella 1500 (incl. la rural Siam Di Tella Traveller y la pickup Di Tella Argenta), que fue producido 1959 hasta 1967 en Argentina.

## Riley 4/72
Justo antes del 1961 Salón del Automóvil de Londres, en octubre, el coche se convirtió en el Riley 4/72. Muy relacionado de nuevo fue la actualización del 16/60 de Wolseley. El motor era ahora 1.6 L (1622 cc), y Riley nuevamente obtuvo la versión de carburador doble con 68 CV (51 kW). También utilizó una suspensión mejorada con barras estabilizadoras. La distancia entre ejes era de 1 pulgada (25,4 mm) más largo, a través del desplazamiento del eje trasero hacia atrás, y la vía delantera se aumentó en 2 pulgadas (5 cm). Se vendieron un total de 25.091 unidades entre ambos modelos.
El 4/72 fue vendido como el Riley 1500 en Argentina y como Riley Comet en Austria.

## Características
| Años:                 | 1959-1961         | 1961-1969         |
| Distancia entre ejes: | 2521 mm           | 2546 mm           |
| Largo:                | 4520 mm           | 4566 mm           |
| Ancho:                | 1613 mm           | 1613 mm           |
| Altura:               | 1521 mm           | 1521 mm           |
| Peso:                 | 1105 kg           | 1143 kg           |
| Motor:                | 1,5 Liter (49 kW) | 1,6 Liter (50 kW) |